# Tuberculobasis croceum
Tuberculobasis croceum – gatunek ważki z rodziny łątkowatych (Coenagrionidae). Znany tylko z niekompletnego holotypu. Opisał go Hermann Burmeister w 1839 roku pod nazwą Agrion croceum. Autor jako miejsce typowe wskazał Surinam, ale nie podał dokładnej lokalizacji. Ważność tego taksonu bywa podawana w wątpliwość.